# Maibara
Maibara (jap. 米原市, -shi) ist eine Stadt in Japan in der Präfektur Shiga.

## Geografie
Die Stadt liegt im nordöstlichen Teil der Präfektur Shiga. Sie umfasst 5,1 % der gesamten Landfläche von Shiga. Der Westen der Stadt  grenzt an den Biwa-See, der gebirgige Osten grenzt an Sekigahara in der Präfektur Gifu.
Im Nordosten befindet sich der Berg Ibuki, das wichtigste Wahrzeichen der Stadt und einer der „berühmtesten 100 Berge Japans“. Die Flüsse Anegawa und Amanogawa münden in den Biwa-See. Etwa 70 % des Stadtgebietes besteht aus Wald.

## Geschichte
Am 15. November 1923 wurde das Mura Irie (入江村, -mura) im Sakata-gun (坂田郡) zur Chō und benannte sich in Maihara (米原町, -chō) um. Am 1. September 1956 wurden Maihara (息郷村, -mura) und Maihara (醒井村, -mura) im selben Gun eingemeindet.
Die Ernennung zur Shi erfolgte am 14. Februar 2005 mit dem Zusammenschluss der Chō Maihara, Santō (山東町, -chō) und Ibuki (伊吹町, -chō) im Sakata-gun. Mit der Eingemeindung von Ōmi (近江町, -chō) in Maibara am 1. Oktober 2005 wurde der Sakata-gun aufgelöst.
Der Name der neuen Stadt stammt vom weit bekannten JR-Bahnhof, dessen Schreibweise der der ehemaligen Gemeinde Maihara gleicht.

## Sehenswürdigkeiten
Der Berg Ibuki mit einer Höhe von 1377,4 m ist Shigas höchster Gipfel, im Winter ein beliebtes Skigebiet und im Sommer Ziel zahlreicher Camper und Wanderer.
Eine Seilbahn und Skilifte führen auf den Gipfel, der einen guten Blick auf den Biwa-See und das umliegende Gebiet bietet. Der nächste Bahnhof ist Omi-Nagaoka.
Die Samegai-Forellenfarm wurde vor über einem Jahrhundert gegründet und ist Asiens größte Forellenfarm. Man kann dort auch Forellen angeln und für Kinder gibt es einen flachen Teich, wo man versuchen kann, Forellen mit der Hand zu fangen. Restaurants bieten frische Forelle an. Anfahrt mit dem Bus vom Bahnhof Samegai.
3 von 67 Stationen des Nakasendō – einer Schnellstraße, die Kyōto mit Edo verband – lagen im Gebiet der heutigen Stadt Maibara: Kashiwabara, Samegai und Bamba. Man kann Reste der alten Stationen sehen, die Reisenden zur Unterkunft und zum Handel dienten.
Am Fluss Amanogawa kommen im Juni Glühwürmchen vor. Teile des Flusses sind für sie als Schutzgebiet vorgesehen.
Die Uferstraße am Biwa-See bietet bei schönem Wetter eine gute Aussicht.
Samegai Baikamo sind Pflanzen, deren hübsche kleine Blüten unter Wasser im Fluss Jizogawa blühen.
Das Maibara-Hikiyama-Festival im frühen Oktober ist eine Parade von geschmückten Flößen, die eine kleine Bühne haben, auf der von Kindern Kabuki aufgeführt wird.

## Verkehr

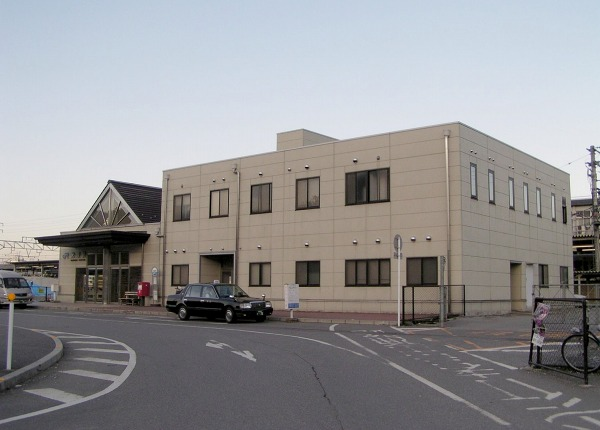
Bahnhof Maibara

Maibara ist an die Hokuriku-Autobahn nach Niigata, die Meishin-Autobahn Richtung Komaki oder Nishinomiya, die Nationalstraße 8 Richtung Niigata und Kyōto und die Nationalstraßen 21 und 365 angeschlossen.
Maibara hat einen bedeutenden Umsteigebahnhof auf der wichtigen Tōkaidō-Hauptlinie, in dem der Transit vom Netz der JR West in das von JR Central und umgekehrt stattfindet. Des Weiteren ist Maibara der Startpunkt des JR Central Tōkaidō-Shinkansen nach Kyōto in 18 min, Ōsaka in 35 min und Tokio in 2½ Stunden Fahrtzeit und der JR West Hokuriku-Hauptlinie nach Jōetsu. Sowohl die Tōkaidō- als auch die Hokuriku-Hauptlinie werden in dieser Region um den Biwa-See Biwako-Linie genannt.
Eine weitere Linie ist die Ōmi Tetsudō Hauptlinie nach Kōka.
Weitere Bahnhöfe in Maibara sind: Kashiwabara, Ōmi-Nagaoka, Samegai.

## Sonstiges
Die Gegend um Maibara ist berühmt für ihr Rindfleisch Maibara-Beef.

## Angrenzende Städte und Gemeinden

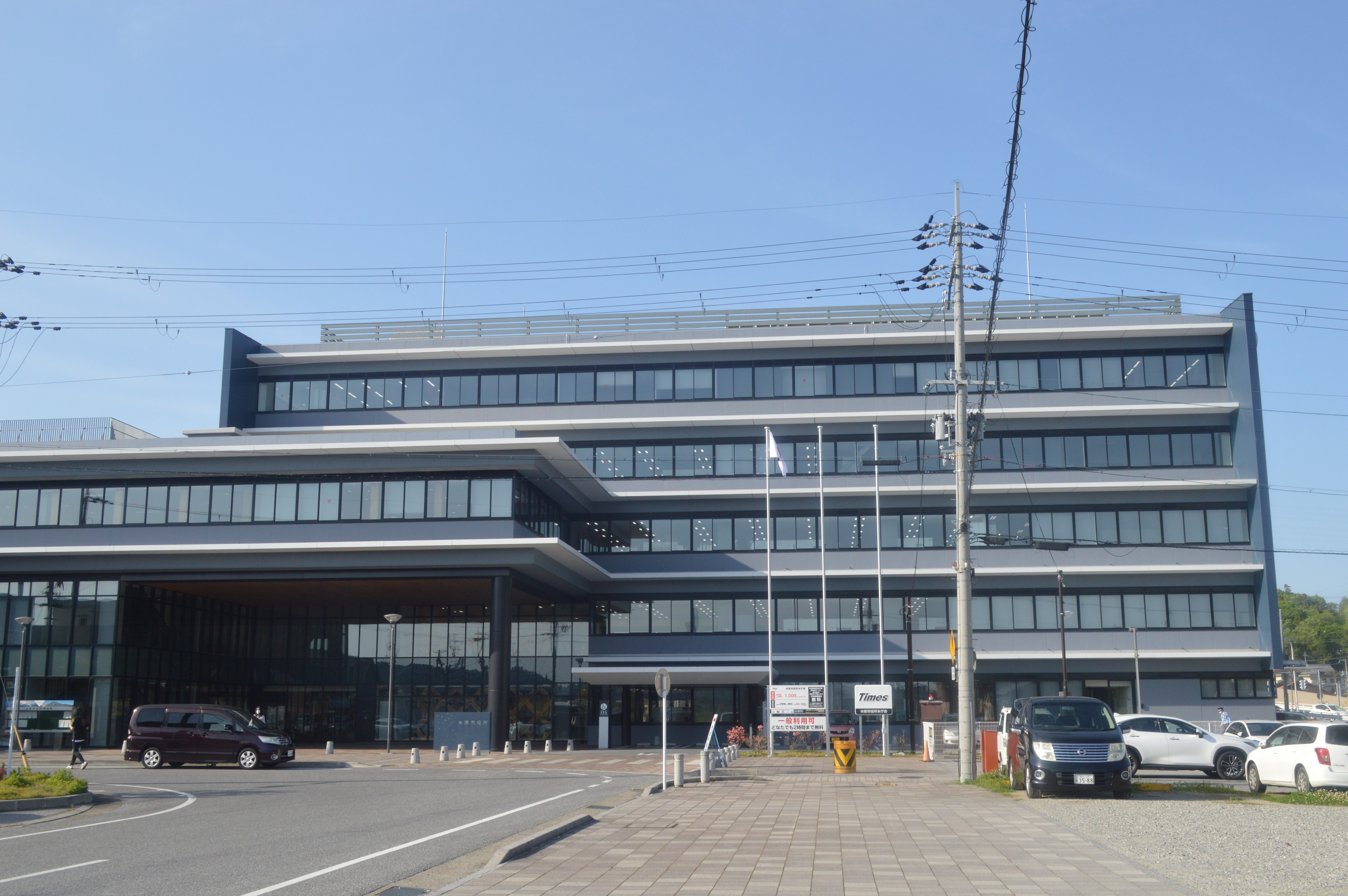
Rathaus

- Nagahama
- Hikone
- Ōgaki
- Sekigahara

## Söhne und Töchter der Stadt
Hiro Yamagata, * 1948